# クリス・ウルフ
クリス・ウルフ（1984年8月12日 - ）は、アメリカ合衆国の元女子プロレスラー。イリノイ州シカゴ出身のフィリピン系アメリカ人。デビュー団体はスターダム。

## 所属
- スターダム（2014年 - 2018年）
- フリー（2018年 - 2019年）

## 来歴
ニュージャージー州のラッチガース大学卒業後、幾つかの仕事を経験する一方でジークンドーの選手としても活躍。20代後半で来日し、そのまま日本に定住する。友達に勧められて見た女子プロレスに衝撃を受けてプロレスラーを志すようになり、スターダム代表のロッシー小川にアクション動画を送ったことをきっかけに、スターダムに6期生として入門。
2014年
- 8月4日、プロテスト合格。リングネームが「クリス・ウルフ」に決まる[1]。
- 8月10日、後楽園ホール大会にてコグマ、はづき蓮王との3WAY戦でデビューするが、勝敗に絡めず終わる。試合後、木村響子に連れて行かれ、そのまま木村モンスター軍入りする[5]。

2017年
- 引退した木村響子のユニットである大江戸隊にて花月、木村花の3人で活動。
- 2月23日、後楽園ホール大会にて岩谷麻優に勝利しハイスピード王座を戴冠。デビュー3年で初めてのタイトル戴冠となる。

2018年
- 3月、スターダムを退団。日本国外を中心に活動。

2019年
- 1月、2018年に結婚していたことを発表。また度重なる脳震盪で日常生活にも支障が出ることから、4月にイギリスの団体プロレスリングEVEで引退試合を行い、日本式で10カウントゴングと紙テープによるセレモニーを行った。また来日できるタイミングが合わなかったことで日本での引退試合・セレモニーは実現できなかった。

引退後
- 2023年12月、ハネムーンを兼ねて6年ぶりに来日[3][6]。都内では木村響子とのトークショーが開催され[7]、結婚相手がノルウェー人の女性であり、出会いが日本であったこと、現在はノルウェーのオスロに移住し[8]、農園を営む生活を送っていることが公表された。

## 得意技
- 二段蹴り
- エクスプロイダー
- ダイビング・ダブルニードロップ

## エピソード
- プロレスラー時代、英語学習サイトListn.meで英語学習コンテンツの制作に関わり、出演も行っていた[9]。